# Національне військове меморіальне кладовище
Національне військове меморіальне кладовище — проєкт військового кладовища в Київській області, що включатиме також музейний комплекс, ритуальну будівлю та інші необхідні споруди для організації почесних поховань загиблих (померлих) осіб, які захищали незалежність, суверенітет та територіальну цілісність України, забезпечували виконання службових обов'язків та присяги на вірність Українському народу.
Перші поховання загиблих на НВМК плануються у травні 2025 року, а повністю будівництво планують завершити за кілька років.

## Передісторія
Пропозиція створити загальнодержавне військове кладовище сягає 2011 року, коли святкувалася 20-та річниця Незалежності України.
Відзначалося, що в Україні в цілому та в м. Києві зокрема поховання ветеранів війни, учасників бойових дій, військовослужбовців та членів їх сімей відбувається безсистемно. Місць для поховання у Києві катастрофічно не вистачає; належним чином не забезпечується догляд за могилами; мають місце акти вандалізму та несвоєчасне усунення їх наслідків. До того ж, у державі відсутній єдиний реєстр поховань загиблих воїнів-визволителів та ветеранів Другої світової війни.
Тому Верховна Рада постановила створити Національне військове меморіальне кладовище з метою увічнення пам'яті загиблих воїнів-визволителів у Великій Вітчизняній війні 1941—1945 років (за тодішньою термінологією), учасників війни в Афганістані, інших військових конфліктах та під час виконання службових обов'язків і присяги на вірність народу України. Відповідна Постанова була прийнята 2 червня 2011 року, проте ідея не була реалізована ще протягом довгого часу.

## Створення

### До 2022
З початком російської агресії та антитерористичної операції (2014) велика кількість військовослужбовців, захисників, захисниць України загинули внаслідок безпосереднього зіткнення з противником, померли внаслідок поранення, контузії, каліцтва або пов'язаних захворювань, у тому числі, перебуваючи в полоні або в заручниках. У зв'язку з цим актуалізувалася мета спорудження Національного військового меморіального кладовища, що було передбачено на 2015—2018 роки Планом заходів з увічнення пам'яті захисників України на період до 2020 року.
Це завдання перейшло до Плану заходів з увічнення пам'яті захисників України на період до 2025 року, затвердженого 20 січня 2021 року.
У липні 2021 року Парламент ухвалив Закон про військовий поховальний ритуал. Головна місія як ритуалу, так і створення військового кладовища — як зазначається Інститутом національної пам'яті — у «гідному вшануванні загиблих захисників, відданні їм належних військових почестей у такий спосіб, аби всі розуміли, що ховають не когось пересічного, а людину, завдяки якій існує держава Україна, завдяки якій громадяни у безпеці».

### 2022
Закон про створення Національного військового меморіального кладовища готувався декілька років. Його розробляло Міністерство розвитку громад і територій України за участю фахівців Українського інституту національної пам'яті, Міністерства культури та інформаційної політики України та Міністерства у справах ветеранів України. Верховна Рада підтримала його 31 травня 2022 року.
Проте, щодо місця розташування в суспільстві точилися палкі дискусії. Прем'єр-міністр України Денис Шмигаль звернувся до Київради з проханням виділити землю для меморіалу на Лисій горі у Голосіївському районі Києва, що і було зроблено. Однак, таке рішення здійняло бурю протестів громадських організацій та активістів. Називалися такі аргументи: Лиса гора — це землі заповідного фонду, і створення кладовища призведе до забудови заповідних земель; у тій місцевості «негативна енергетика»; не зовсім вдалий для кладовища рельєф; там досі можуть лишатися снаряди Першої світової війни; це традиційне місце зібрань представників субкультур (неоязичників, толкіністів).
Також пропонувалися території Співочого поля у Печерському ландшафтному парку, пустир на Виставковому центрі (колишня ВДНГ), пустир біля Берковецького кладовища та ще кілька місць.
Врешті, земельна комісія Київради також дійшла висновку про недоцільність створення місця поховання на Лисій горі.
4 жовтня 2022 року Уряд утворив Державну установу «Національне військове меморіальне кладовище» у сфері управління Міністерства у справах ветеранів.

### 2023
23 березня 2023 року урядовці представили проєкт розташування Національного військового меморіального кладовища у Биківнянському лісі вздовж Броварського шосе, неподалік виїзду з Києва та по сусідству з Національним історико-меморіальним заповідником «Биківнянські могили». Передбачається, що це будуть різні об'єкти, буферна зона від поховань жертв репресій становитиме 500 метрів.
|                                             | Таке розташування Національного військового меморіального кладовища дасть змогу створити вздовж Броварського шосе під Києвом виразний меморіальний простір. Він нагадуватиме майбутнім поколінням про ціну свободи. На кладовищі будуть поховані та пошановані українські воїни, які в XXI столітті захищають нас від повернення тоталітаризму. А поруч буде меморіал жертвам тоталітарних репресій у XX столітті, який нагадуватиме нам про ціну втрати свободи. |
| — Володимир Тиліщак, заступник голови УІНП, | |

20 квітня 2023 року Київрада відвела для створення кладовища 8 га муніципальної землі у Биківні. Загальна площа комплексу сягне майже 100 гектарів.
Однак, у підсумку, Кабінет Міністрів неочікувано для родин загиблих захисників затвердив реалізацію експериментального проєкту з будівництва Національного військового меморіального кладовища на території Гатненської сільської територіальної громади Фастівського району Київської області. Відповідно до Постанови Кабміну від 19 серпня 2023 р. № 870, метою експериментального проєкту є спрощення проєктування Національного військового меморіального кладовища. Загальна площа виділеної землі становить 266 га.
З пояснень Мінветеранів та УІНП стало відомо, що причиною відмови від Биківнянської ділянки є ризик, що там можуть бути масові поховання жертв сталінських репресій, а пошукові роботи та можливі ексгумації людських останків займуть від 18 місяців. Органи влади також не хочуть будувати цвинтар у Биківні через невелику площу: після всіх відступів земельна ділянка зменшилась би до 45-50 гектарів.
Зазначене урядове рішення не підтримується частиною родичів загиблих, які вимагають збудувати кладовище не в Гатному, а в Биківні. Так, 26 вересня 2023 року на Майдані Незалежності в Києві відбулася акція, участь в якій взяли близькі родичі загиблих героїв, прах котрих чекає на гідне поховання. Учасники зазначили, що Верховною Радою прийнято закон, що визначає місце кладовища в Биківні, але Президент відмовляється його підписувати протягом довгого часу.
Між родинами загиблих та владою триває конфліктна ситуація з приводу невизначеності місця розташування кладовища. Тим часом, парламент відмовився підтримати закон, який передбачав би виділення ділянки в Гатному.
Упродовж року відбулися швидкоплинні і непрозорі тендери на ескізний проєкт і вибір підрядника будівництва, до яких громадськість висловила суттєві зауваження.
7 грудня в Мінветеранів презентували ескізний проєкт комплексу (головний архітектор Сергій Дербін). При проєктуванні було враховано досвід, зокрема, Арлінгтонського національного цвинтаря у США. Відтак, на земельній ділянці у понад 260 гектарів будуть розміщені військове кладовище, церемоніальна площа, будинок трауру, крематорій, музейно-виставковий комплекс та інша необхідна інфраструктура. Будівництво здійснюватиметься у кілька черг. Також були представлені проєкти уніфікованих надгробних плит з урахуванням релігійних особливостей: їх буде витримано в єдиному стилі.
8 грудня Рада підтримала закон, необхідний для будівництва та експлуатації НВМК. Відповідно до нього, місце розташування кладовища визначає Кабінет Міністрів; скасовується низка земельних регуляцій.

### 2024

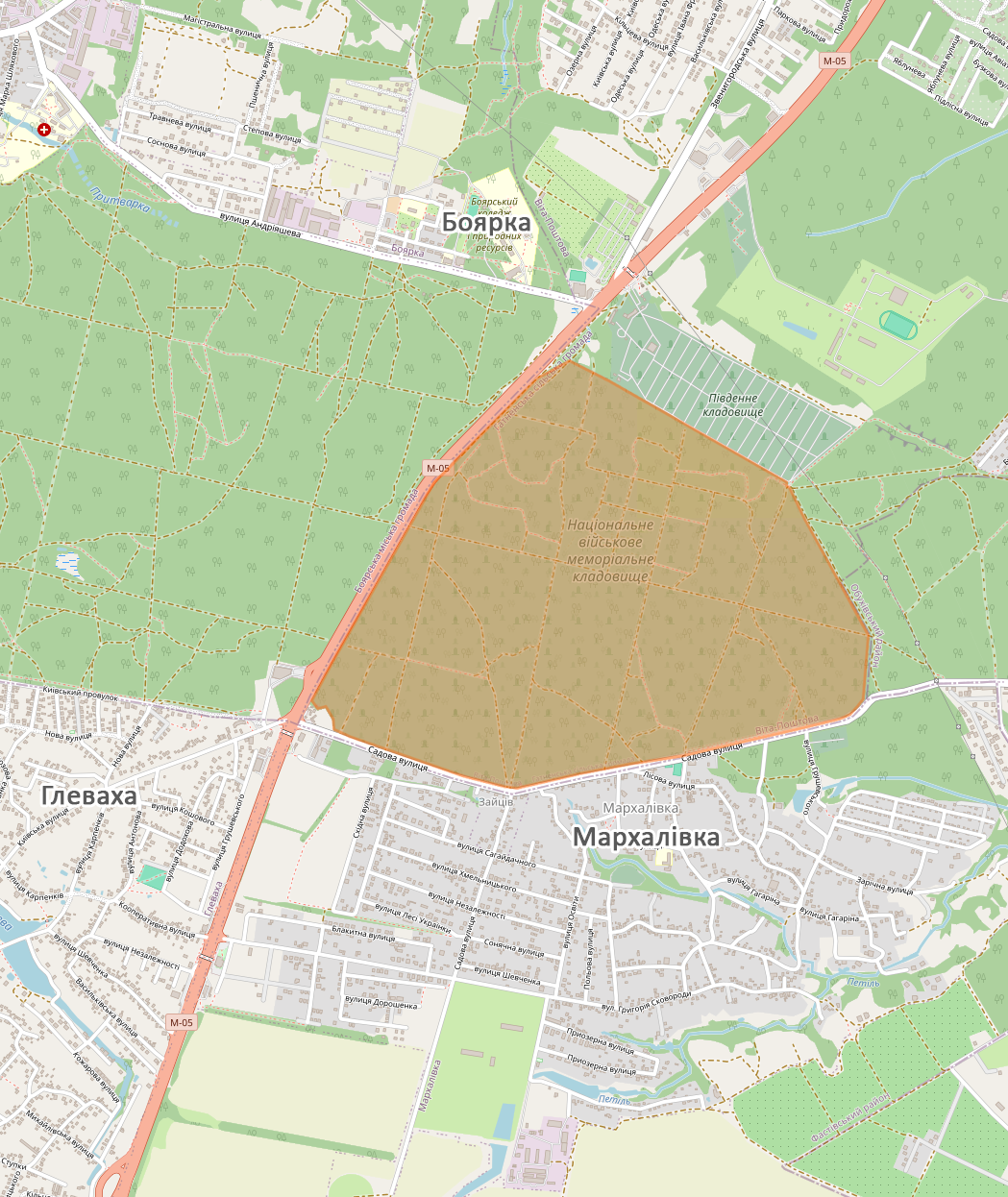
Мапа кладовища

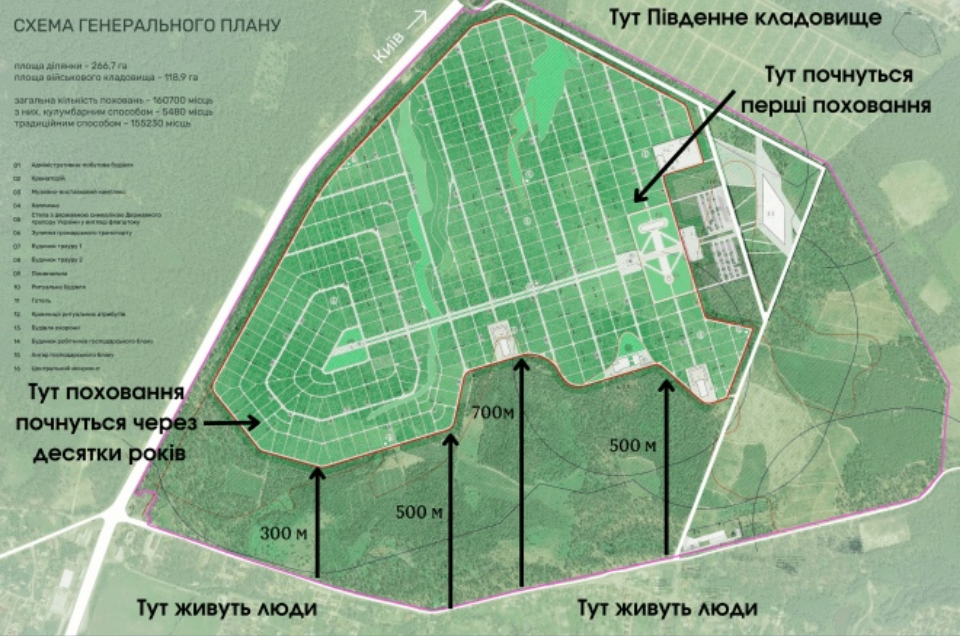
Генплан

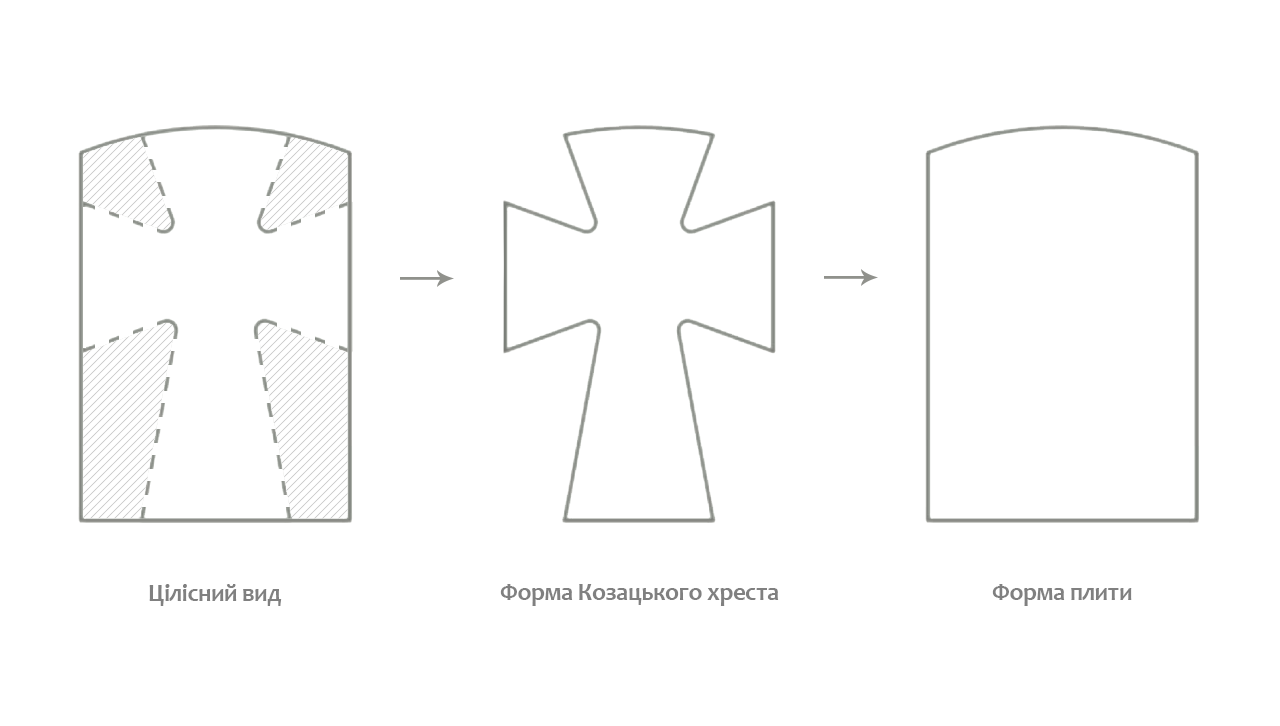
Базова форма надгробків

23 лютого Кабмін затвердив порядок використання коштів, передбачених у державному бюджеті, для створення НВМК.
15 березня Уряд затвердив рішення щодо розміщення Меморіального кладовища військових та визначив з цією метою дві ділянки у Гатненській громаді Фастівського району Київської області. Всього на створення кладовища у бюджеті 2024-го року передбачено 515 млн грн. У власність НВМК передадуть понад 265 га, у тому числі одна ділянка (близько 8 га) буде розташована впритул до Південного кладовища; інша (258 га) від с. Гатне до розв'язки біля вул. Лісова с. Мархалівка на Київщині вздовж Одеської траси.
У квітні декілька десятків мешканців Мархалівки протестували проти будівництва кладовища: на їхню думку, це призведе до забруднення ґрунтових вод та знищення лісу. Патронатна служба «Азову» та представники влади не погодилися з цими звинуваченнями.
Мінветеранів випустило слайди, в яких роз'яснило, що будівництво НВМК не загрожуватиме природі та місцевим мешканцям. В роз'ясненні міністерства деталізовані деякі раніше невідомі особливості проєкту.
У травні на будівництві НВМК тривали підготовчі будівельні роботи.
У червні ДП «Укрдержбудекспертиза» підтвердило, що проєкт кладовища відповідає чинним будівельним нормам, тобто він пройшов державну експертизу.
3 липня ДУ «НВМК» оголосила тендер на будівництво першої черги кладовища.
12 липня Уряд затвердив зовнішній вигляд намогильних споруд у формі козацького хреста або прямокутної таблиці з заокругленим верхом. Форму обиратимуть військові або родичі бійців.

### 2025
У лютому Національна спілка архітекторів України та Архітектурна палата НСАУ закликали провести відкритий конкурс на кращу проєктну пропозицію для будівництва кладовища, зважаючи на обурення представників громадянського суспільства, що лунали з приводу непрозорості процесів вибору підрядника.

## Статус
Згідно з оновленим Законом «Про поховання та похоронну справу», Національне військове меморіальне кладовище — розміщений на спеціально відведеній земельній ділянці об'ємно-просторовий об'єкт, що включає військове кладовище, музейний комплекс, ритуальну будівлю та інші необхідні споруди для організації почесних поховань загиблих (померлих) осіб, які захищали незалежність, суверенітет та територіальну цілісність України, забезпечували виконання службових обов'язків та присяги на вірність Українському народу.
Національне військове меморіальне кладовище є об'єктом права державної власності, розміщується на землях державної власності та не підлягає приватизації або передачі в оренду. Витрати на почесне поховання загиблих (померлих) на кладовищі здійснюються за рахунок коштів державного бюджету. Зразки намогильних споруд та меморіальних табличок затверджуються Кабінетом Міністрів. Утримання в належному стані та охорона також забезпечуються за рахунок коштів держбюджету.
На кладовищі може здійснюватися поховання з військовими почестями загиблих (померлих):
1. військовослужбовців сил безпеки та оборони і поліцейських, які захищали незалежність, суверенітет та територіальну цілісність України;
2. військовослужбовців — Героїв України, яким починаючи з 2014 року вручено орден «Золота Зірка», а також військовослужбовців, нагороджених орденом Богдана Хмельницького трьох ступенів, орденом «За мужність» трьох ступенів;
3. учасників бойових дій:
  1. українських миротворців;
  2. військовослужбовців, поліцейських, осіб рядового та начальницького складу правоохоронних органів, що брали безпосередню участь в АТО, в тому числі добровольців;
  3. осіб, які виконували бойове (службове) завдання із захисту незалежності, суверенітету та територіальної цілісності України в умовах безпосереднього зіткнення та вогневого контакту з військовими формуваннями інших держав і незаконними збройними формуваннями;
  4. співробітників розвідувальних органів України під прикриттям та осіб, залучених до конфіденційного співробітництва з розвідувальними органами України, які виконували свої завдання на визначеній території;
  5. залучених до конфіденційного співробітництва осіб, які брали участь у виконанні завдань руху опору на визначеній території;
  6. осіб, у т.ч. цивільних, які з 24 лютого по 25 березня 2022 року у складі або взаємодії з ЗСУ, військовими формуваннями та правоохоронними органами брали участь у заходах з оборони України, перебуваючи безпосередньо в районах та у період здійснення зазначених заходів;
4. осіб з інвалідністю внаслідок війни:
  1. що брали безпосередню участь в АТО, в тому числі добровольців;
  2. що добровільно залучалися до забезпечення проведення АТО, в тому числі волонтерів;
  3. залучених до конфіденційного співробітництва з розвідувальними органами України;
  4. які стали особами з інвалідністю під час безпосередньої участі у заходах, необхідних для забезпечення оборони України;
5. українських миротворців.

На кладовищі можуть розміщуватися кенотафи цим же особам, оголошеним судом померлими.
Крім того, на окремих секторах можуть здійснюватися поховання невпізнаних тіл (останків) військовослужбовців, поліцейських, які загинули (померли) внаслідок збройної агресії проти України.
На Національному військовому меморіальному кладовищі не може здійснюватися поховання:
- зазначених вище осіб, які на день смерті мали судимість за вчинення умисного злочину, якщо ця судимість не погашена і не знята;
- осіб, які обіймали керівні посади в комуністичній партії (посади секретаря районного комітету і вище), керівні посади у вищих органах державної влади і управління СРСР, УРСР (УСРР), інших радянських республік, органах державної влади і управління областей, міст республіканського підпорядкування, працівників радянських органів державної безпеки всіх рівнів.

Особи, які мають право бути похованими на Національному військовому меморіальному кладовищі, але поховані на інших цвинтарях, не підлягають перепохованню, а увічнення їх пам'яті може здійснюватися у музейному комплексі цього кладовища. Однак, можливе перепоховання урн з прахом; похованих на тимчасово окупованих територіях; видатних борців за незалежність України у XX столітті.
Порядок організації здійснення почесних поховань на військовому кладовищі та увічнення пам’яті у музейному комплексі НВМК затверджений Урядом.

## Керівництво ДУ «НВМК»
- Директор — Пронюткін Ярослав Миколайович[48].
- Заступник директора — Старущенко Ярослав Володимирович[49][50].